# Joan Castelló Guasch
Joan Castelló i Guasch (* 15. März 1911 in Eivissa; † 24. März 1984 in Palma de Mallorca) war ein katalanischer Verleger und Schriftsteller.

## Leben
Er ist Gründer der ersten Druckerei der Pityusen und der Begründer von La Unió Tipogràfica d’Eivissa. Joan Castelló veröffentlichte mehrere Touristenführer und sammelte und verbreitete im Laufe seines Lebens viel volkskundliches Material über Ibiza und Formentera.
35 Jahre lang gab er den zweisprachigen Almanach El Pitiuso heraus, schrieb zahlreiche Arbeiten über vielfältige Aspekte der Volkskultur, veröffentlichte vor allem eine umfassende Sammlung von volkstümlichen Fabeln und Legenden (Rondaies) von Ibiza und Formentera. 
1953 erschien Rondaies eivissenques (Ibizenkische Märchen) und 1976 gab er Rondaies de Formentera heraus.

## Veröffentlichungen (Auszug)
- 1953: Rondaies eivissenques
- 1976: Rondaies de Formentera
- 1988: Barruguets, fameliars i follet. Rondaies
- 1993: Bon profit! El llibre de la cuina eivissenca
- 1993: Rondaies de Formentera
- 1994: Rondaies eivissenques
- 1995: Rondaies eivissenques de quan el bon Jesús anava pel món